# Cú mào
Lophostrix cristata là một loài chim thuộc chi đơn loài Lophostrix trong họ Strigidae.